# 傍陽駅
傍陽駅（そえひえき）は、かつて長野県小県郡真田町（現・上田市）に設置されていた上田交通真田傍陽線の駅（廃駅）。
本原駅から分岐する支線の終着駅であった。

## 概要
当初の計画では本線として計画されていた真田傍陽線の支線は、前駅の曲尾駅を過ぎると神川の支流・洗馬川の鉄橋を渡り、終点である当駅に到着した。
当駅は傍陽村（のち傍陽地区、現在は上田市真田町傍陽）の中心部に設置されていたが、本線の終点駅であった真田駅とは違い、大きな観光地は周辺にはなかったためか、上田駅 - 傍陽駅直通という便は少なく、上田駅から傍陽駅へ行くためには、分岐駅であった本原駅で乗り換えるというケースがほとんどだったといわれている。

## 歴史
- 1928年（昭和3年）4月2日：上田温泉電軌北東線の本原 - 当駅間開通に伴い開業[1]。
- 1939年（昭和14年）8月30日：上田温泉電軌の社名変更および線名改称に伴い、上田電鉄菅平鹿沢線の駅となる。
- 1943年（昭和18年）10月21日：会社合併に伴い、上田丸子電鉄の駅となる。
- 1960年（昭和35年）4月1日：線名改称に伴い、真田傍陽線の駅となる。
- 1969年（昭和44年）6月1日：上田丸子電鉄の社名変更に伴い、上田交通の駅となる。
- 1972年（昭和47年）2月20日：真田傍陽線の廃線に伴い廃止。

## 駅構造
真田駅と同様、貨物の取扱いが多く、長い単式ホームと貨物側線を保有していた。ホームと駅舎は曲尾側から進行して右側（北東寄り）にあった。また、上田交通になった頃から地元の傍陽農協（現在はJA信州うえだ傍陽支所）の倉庫が当駅の隣に設置され、傍陽地区で取れた野菜が貨車に積まれて上田駅へ向い、そこから東京・大阪方面に輸送されていった。しかし、モータリゼーションの発達によりトラック輸送が主体となり、貨物施設の必要性は失われていった。
当駅は終着駅にふさわしく大きな駅舎を持ち合わせていた。駅舎はモダンな造りで、別所線の中塩田駅や別所温泉駅と似た造りの駅舎だった。別所線の各駅舎は戦後改築されたものだが、傍陽駅の駅舎は戦前からの建築であったものに1953年に改築が行われた。駅舎の隣に貨物用のホームを増設され、さらに電鉄ハイヤーの傍陽営業所の事務所・車庫が併設された。

## 廃止後の状況
- 駅終点の先に設置された農協倉庫（2017年3月）
- 車止めはこの建物の写真右端の前にあった[2]

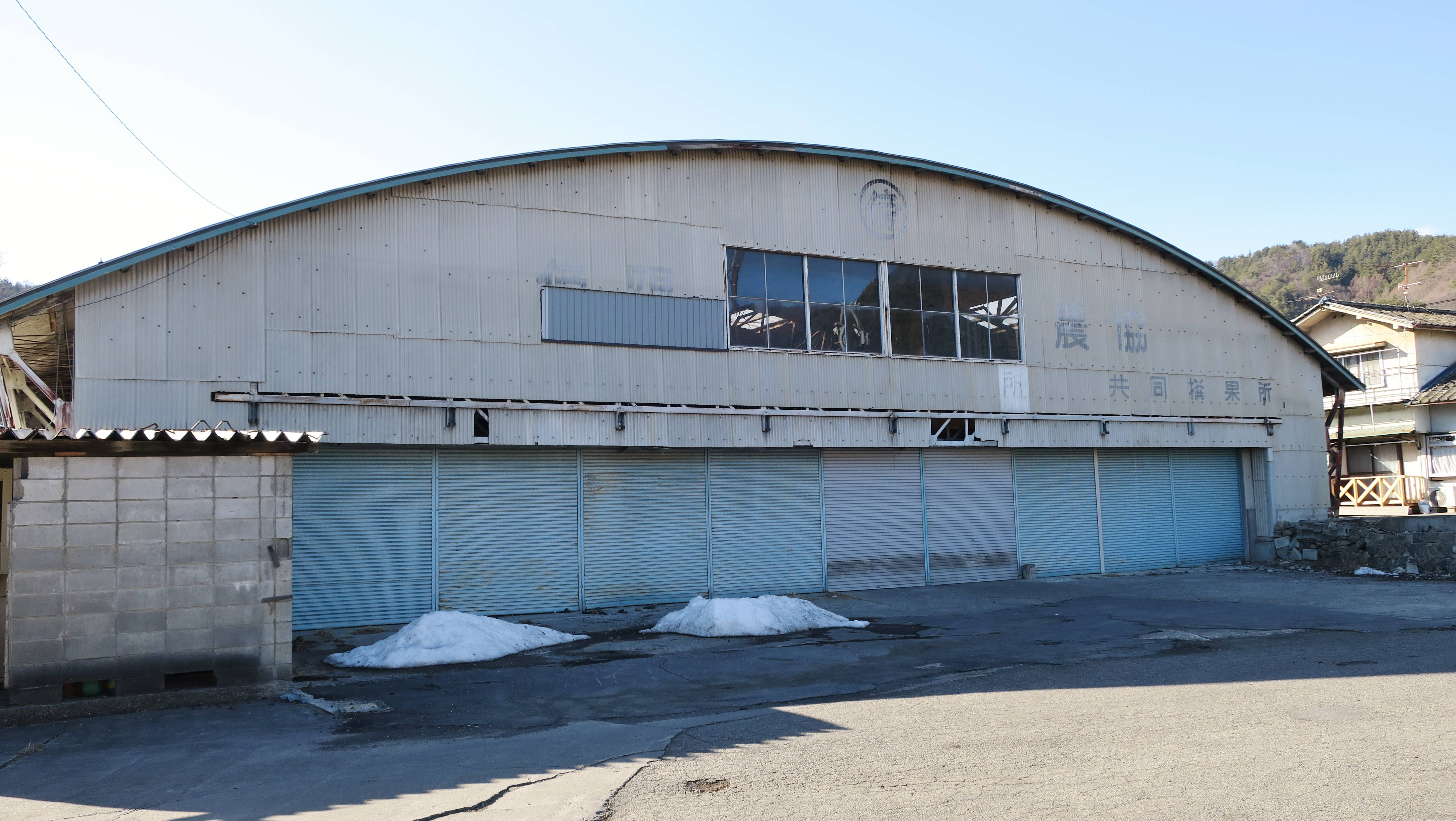
駅終点の先に設置された農協倉庫（2017年3月）
車止めはこの建物の写真右端の前にあった

駅の廃止後は、上田交通→上電バス→上田バスのバス停留所となった。
駅舎はバスの待合所に転用されたが、老朽化が著しく2003年に解体され駅舎跡は更地になり、停留所の場所も長野県道35号長野真田線沿いに移転した。しかし、駅の隣にあった農協倉庫は現在も健在であり、駅跡を示すポイントとなっている。

## 隣の駅
上田交通
真田傍陽線（支線）
曲尾駅 - 傍陽駅